# Еммендорф
Еммендорф (нім. Emmendorf) — громада в Німеччині, розташована в землі Нижня Саксонія. Входить до складу району Ільцен. Складова частина об'єднання громад Бефензен-Ебсторф.
Площа — 10,88 км2. Населення становить 707 ос. (станом на 31 грудня 2021).